# あえかなる世界の終わりに
『あえかなる世界の終わりに』（ - せかいのおわりに、The chest where all disasters were put...）は、2005年12月22日にキャラメルBOXより発売された18禁ゲーム。
キャッチコピーは「僕たちは夢と同じもので織り上げられている」。

## 歴史
- 2005年12月22日 - Windows用初回版 発売。

特典は暗黒絵師ヨダ書き下ろしキャラクターピンズ (2個)。
一部店舗での予約特典として、音楽トラックにED曲のCHIHUYUバージョンとカラオケバージョン、
データトラックにシステム音声とMADムービー (ヨダ版OP)を収録したCD EXTRAが添付された。
また、キャラメルBOX オンライン通販では、特典として、封入分とは別にピンズが2個添付された。
(つまり、初回版をキャラメルBOX オンライン通販で予約購入すると、ピンズ4個とCD EXTRAが付いていた)
- 2007年10月19日 - Windows用DVD-ROM版 『やるきばこ2 エピソードV:やるきねこの逆襲』発売。

おまけシナリオ収録。
- 2009年5月1日 - Windows用ダウンロード版発売 (キャラメルBOX 公式DLストア)
- 2009年6月5日 - Windows用ダウンロード版発売 (DLsite.com Professional)

## ストーリー
人々が地上を捨て、高度に電子化された地下都市「セドナ｣に住んでいる時代。
日本第3セドナに住む主人公 木ノ崎 なつめ は、3年前の事故で家族を亡くし、｢CQショット｣のプロ選手として生計を立てる一方、幼なじみ･長谷川 柚子の助けもあり、平穏だがつまらない学園生活を送っていた。
周囲が電脳盗賊 (サイバーシーフ) ｢青薔薇 (ブルーローズ)｣のTDテクノロジー社襲撃予告の話題で持ちきりとなったある日、なつめは柚子から彼女の友人でクラスメイトの近江 千冬のボディーガードを頼まれて条件付で了承する。
時を同じくして、日課のトレーニングに向かった公園で、一人の少女?と出会う。
彼女･リップルとの出会いと、ボディーガードの件が入り混じり、なつめはセドナを揺るがす陰謀へと関わっていく。

## キャラクター
- 木ノ崎 なつめ（きのさき なつめ）

声：私市淳（ドラマCDのみ）
本作の主人公。学生でありながらCQショットの有力選手でもある。コンピュータ関係に疎く、NAIPがあまり好きではない。
歌手のCHIHUYUのファン。やたらと厄介事に見舞われる体質から｢誘蛾灯｣と呼ばれている。 大の珈琲好き。
Artistから渡されたSIG SAUER P226拳銃を駆る。
実はTDテクノロジー社が System D の適性者として創り出した研究素体 ｢ダイバー｣ の ｢できそこない｣ であることが終盤に明らかとなる。
また、本人はひまわりルート終盤まで自覚がなかったがダイバーの資質の代わりに集中力が高まると空間を把握する才能に目覚めていた。
同ひまわりルート終盤で吉住 明はダイバーの資質などよりもすばらしい才能だと賞賛した。
- Ripple（リップル）

声：青山ゆかり
人工知能NAIP…のはずなのだが、一般のNAIPとはかなり異なる存在。
電賊 ｢青薔薇（ブルーローズ）｣ を名乗って世間を騒がせていたが、TDテクノロジー社への侵入に失敗し、追われてたまたま ｢空家だった｣ なつめの家のサーバに潜り込む。
彼女が潜り込むのにHDDの容量が30TB(テラバイト…GB(ギガバイト)の1024倍)必要らしい。
(機能を絞って必要容量を小さくし、携帯端末に入ることも可能。彼女のルート終盤では携帯端末に入り込んで難を逃れるという離れ業をやってのけた。なお、携帯端末に入っている時は短頭身デフォルメタイプの外見となる)
以後はなつめとの約束で電賊から足を洗い、彼のNAIPを務める事になる。
ひまわりルートでもブラックボックスを囮にその他のデータを細切れにし電脳政界にばらまきそこから再構成するという方法で健在であり、やるきばこ2のひまわり編の物語終盤に登場している。
学校では西宮香月（にしみや かつき）と言う実在の生徒のパーソナルデータを勝手に借用し、病弱のためRCSで在宅受講しているという設定で振る舞っている。
がしかし、やるきばこ2では病弱とは程遠い振る舞いをしているがクラスメートは気にしていない。
Rippleの弁によると、実在の西宮香月本人も回復傾向にあるとのことである。
- 長谷川 柚子（はせがわ ゆずこ）

声：安玖深音
なつめの幼馴染で隣に住んでいる。優等生(但し本人の努力の成果)で、かなりおせっかい。
料理は苦手で特に味付けが壊滅的だが、なぜか他人に教えるのは上手い。
ただしこれも作品中(特に彼女のルート)で克服しつつある。
- 近江 千冬（おうみ ちふゆ）

声：榊原ゆい
柚子の友人でクラスメイト。両親は著名な音楽家で世界中を巡業しているため一人暮らし。
ストーカーの影に怯え柚子に相談を持ちかけた結果、なつめに守られることになる。
実は歌手のCHIHUYU本人である。
なお、彼女のルートではストーリー本編に入ることが無く、OPムービーも流れない。
このため、一部ではこのルートは｢バッドエンド｣と呼ばれている。
- Nagi（ナギ）

声：乃嶋架菜
CQショットにおけるなつめの好敵手(ライバル)。男装の少女で中盤までなつめには男と思われていた
｢やるきばこ2｣のおまけシナリオで女子制服姿で登場した時はなつめやRippleに｢恥知らずなコスプレ｣などと理不尽に酷評された。
本名は霧ヶ崎凪（きりがさき なぎ）で、実はTDテクノロジー社を統率する霧ヶ崎家のお嬢様だが、実家とは袂を分かっており、その不正を暴くために暗躍する。
シナリオ終盤でUSPを用いて2体の｢Jack｣を1発で倒すなど、実銃の扱いにはかなり慣れているようである。
｢やるきばこ2｣のおまけシナリオ終盤で、木ノ崎家に同居するための条件として｢木ノ崎凪｣と名乗り学校へも通うようRippleに(半ば冗談で)言われていたが、彼女が実際にそうしたかどうかはその後の描写が無いため不明である。
- ひまわり

声：海原エレナ
Artistが連れている少女。なつめ達と同年代だが幼い容姿をしている。超一流のハッカーで電脳世界ではかなり有名。
Magic paradise (本作品内に出てくるオンラインRPG) の中では｢sun｣という名前でプレイしている超有名プレイヤーで、全サーバーでもトップクラスに入る腐プレイヤー。大手クランにも誘われているが全て断っている。
身の回りのこと(特に衣服関係)には興味がない。 NAIPに代わる電脳直結インターフェイス ｢System D｣ を駆る。
実はTDテクノロジー社がSystem Dの適性者として創り出した研究素体 ｢ダイバー｣ のひとり。
寡黙で表情に乏しいが、なつめとは珈琲好きであるなど共通点が多く、彼をサポートするうちに慕うようになる。
彼女とRippleのルート後では、Artist亡き後、なつめと同居する際に彼の従妹として｢木ノ崎ひまわり｣と名乗り、学校へも通うようになる。
- 斑鳩 虎太郎（いかるが こたろう）

声：高城元気（ドラマCDのみ）
なつめの｢悪友｣その1。
温厚で屈託のない笑顔の裏に恐ろしい凶暴性を秘めており、周辺の不良達からは竜平と共に｢竜虎｣の名で恐れられている。優美という姉がおり重度のシスコン。
- 俵坂 竜平（たわらざか りゅうへい）

声：杉田智和（ドラマCDのみ）
なつめの｢悪友｣その2。
虎太郎の幼なじみで｢竜虎｣の片割れ。女好きで軽薄な言動だがやはり戦闘能力は高い。
沙耶という妹がおり重度のロリコンでシスコン。
- 俵坂 沙耶

俵坂 竜平の妹。なつめに好意を持っている。
- 斑鳩 優美

斑鳩 虎太郎の姉。
- 吉住 明（よしずみ あきら）

声：檜山修之（ドラマCDのみ）
CQショットでなつめをサポートしているTDテクノロジー社の社員で、なつめとの連絡役。
昔はCQショットの有力選手で、｢プロフェッサー｣と呼ばれていたらしい。実は本編の事件の黒幕である。
本名は流 義巳(みずゆき よしみ)、下記のArtist こと雄志の弟。
- Artist（アーティスト）

声：小山力也（ドラマCDのみ）
｢裏｣の世界で暗躍する殺し屋。強者に虐げられた弱者の復讐に手を貸すいわゆる｢仕事人｣である。
ひまわりを連れているが彼女の親ではなく、彼女には略して｢アト｣と呼ばれている。
事件を追って裏の世界に片足を突っ込んでしまったなつめと接触し、ある目的から彼を保護する。
本名は流 雄志（みずゆき ゆうし）、上記の吉住 明こと 義巳の兄。愛銃は50口径デザートイーグル。
陸軍特殊部隊に所属していた過去を持つ。
- 瑠璃垣 みなも（るりがき みなも）

声：青山ゆかり
｢湖の精 (Lady of the Lake)｣のハンドルネームを持つ伝説の天才女性プログラマー。
10年前に病死している筈だが、今回の事件の根幹に関わっている。
- 酒井 由香（さかい ゆか）

声：木原泉
なつめ達と同じクラスの女生徒。柚子の友人で同じテニス部所属。
事件の後に学校に通い始めたひまわりの世話を焼くが、同時に色々と余計な知識を植え付けている。
本編では名前のみの登場だが、『やるきばこ2』収録の ｢Coffin - ひまわり編 -｣ では、爆破事件に遭った際に犯人の顔を見てしまい、命を狙われる事に。
- 式部 信久（しきべ のぶひさ）

『やるきばこ2』収録の｢Coffin｣に登場。
元政府の特殊部隊 ｢ペンタゴンフォース｣ 指揮官で、かつてArtistの教官だった男。
｢暗黒の三時間（ブラックスリーアワーズ）｣の際、TD社のダイバー研究施設制圧任務 ｢Raptor作戦｣ の指揮を執り、関係者だった自らの妻子を死に至らしめた。
後にそれが上層部の私益のための計略だった事を知り、セドナごと抹殺するために化学兵器テロを画策、なつめ達と対決する事になる。
- 末次 義正（すえつぐ よしまさ）

『やるきばこ2』収録の｢Coffin｣に登場。
官房長官にして、TDテクノロジー社と対立していたNEXT INDUSTRY社の元会長。
｢暗黒の三時間（ブラックスリーアワーズ）｣ 発生当時の国務副大臣で、TDテクノロジー社の突き上げに｢Raptor作戦｣を指示した張本人。

## 用語
セドナ
地上を捨てた人間が建設した地下都市。高度な電子化によるユビキタス社会が実現されている。
セドナ内外の交通は主にリニアモータートレインが使用されている。
作品の舞台である｢日本第3セドナ (新東京区)｣は日本に35あるセドナのモデル地区として建設され、
住居･商業･工業･農業･娯楽の5区画が五角形状に配置されている。
U.C (Underground-Century)
人間が地上を捨て地下都市セドナに移住した時代の暦。
本編はみなもの没年齢からU.C 0113の出来事と見られる。
(但しゲーム上のCGで 0114/06/08[WED] という日付での掲示板のシーンがあるので曖昧だが)
アンダー･ザ･スカイ
地上世界および人類がそこで暮らしていた時代。
LOS (Life Operating System)
家庭用サーバから住居内の家電制御･セキュリティ管理･内外のコミュニケーション操作などを行うOS。
NAIP (Navigation Artificial Intelligence Program)
人間とLOSとの仲立ちを行う人工知能。
音声･映像によるユーザーとの対話により動作する。 通常は女性の姿を取っている。
RCS (Remote Communication System)
空間立体映像によるコミュニケーションシステム。
学校でもRCSによる在宅遠隔受講が認められており、生徒達には ｢ヒキコモリ登校｣ と呼ばれている。
またRippleはRCSを利用してその姿を実像化している。
作中ではRCS投影像は走査線状のノイズが走る演出がなされている。
暗黒の三時間 (ブラック･スリー･アワーズ)
3年前に第3セドナを襲った、セドナの管理システム全てがダウンして、多大な混乱と破壊とを引き起こした事件。
幸いに公式の死者は十数人に留まったが、その中にはなつめの両親と妹も含まれていた。
UVRS
人間が地上を捨てた原因。詳細は不明。
現在は収まったか対策が講じられたかで、地上への復帰計画が検討されている。
TDテクノロジー社 (These Days Technology Corporation)
第3セドナに本社を置き、LOS･NAIP市場において独占的なシェアを誇る企業。事件の中核に関わっている。
｢やるきばこ2｣では、NEXT INDUSTRY社に吸収合併される予定になっている。
CQショット (Closed Quarter Shot)
遊戯用レーザーガンを用いたプロスポーツ競技。試合は立方体状の閉鎖空間で行われ、公認賭博の対象となっている。
System D (Diver System)
NAIPに依存しないLOS制御手段としてTD社が極秘に開発を進めていた次世代システム。
脳波を直接検知してLOSへの入出力を行う物だが、｢ダイバー｣と呼ばれる特殊な適性を持った者しか操作出来ない。
まだ研究段階で外には出ていない(個人所有は違法)が、Artistに保護されたひまわりは個人で所有している。
夢モニタ
いわゆるバーチャルリアリティ入出力装置。
直接には映像と音声のみだが、映像情報のサブリミナル効果により擬似的に触覚や味覚なども感覚させる事が可能。
なつめはこの装置によりNAIPであるRippleに触ったり性交する事が可能になる。
Cards (カーズ)
元々はTD社製造のセキュリティーシステムの名称だが、軍事用に開発された｢絵札 (ピクチャーカーズ)｣と呼ばれるユニットが存在する。
作中では小型戦闘機械 ｢Jack｣、大型戦闘機械 ｢King｣、コンピュータウィルス ｢Queen｣、戦闘サポートAI ｢Ace｣が登場している。
実際に4機 (フォーカード) で出てくるのはJackのみである。
Jack (ジャック)
｢絵札 (ピクチャーカーズ)｣の1機。
主武装は9mm通常弾と背面に装着されたブレードで俊敏だが、軽量化のため低解像度のサーマルアイしかない
(夜目が効かない)という弱点もある。
King (キング)
｢絵札 (ピクチャーカーズ)｣の1機。
Jackと対称的で、30mmチェーンガンや戦車砲など重武装･重装甲である。
Queen (クィーン)
｢絵札 (ピクチャーカーズ)｣の1機。
コンピュータウィルス故に実体は持たない。しかし能力は高く、Rippleでも解除できないほど。
Ace (エース)
｢絵札 (ピクチャーカーズ)｣の1機。
サポート用とは言え、熱光線を主武装に持つ近代的な兵器である。
NEXT INDUSTRY社
スイッチングLOSという、NAIPを介さないLOSを開発したが、軍事施設以外ではほとんど流通していない。
｢やるきばこ2｣では、TDテクノロジー社を吸収合併する予定になっている。
ロペット
ロボットペットの略。動物型だがAIで制御されており人語でのコミュニケーションも可能。
マジックパラダイス
作中で人気を博しているオンラインRPG。このゲームのコアユーザーの連続失踪事件が事件の発端となっている。
背景グラフィックや一部BGMは、『シャマナシャマナ』の物を流用している。
やるきねこランド
やるきねこ(キャラメルBOXのマスコットキャラ)をフィーチャーしたテーマパーク。
TD社が出資しており、同社の会議やイベントで使用されることも多い。作中にてしばしば事件や戦闘の舞台となる。

## スタッフ
- シナリオ：ほしまる
- キャラクターデザイン・原画：のり太
- メカニックデザイン：G=2005（ニトロプラス）
- チップキャラアニメーション：クロサキ
- CG監修：エノモト
- CG：ヨダ・カヴ・アマクラ・さじたひかる・エノモト・神威光司・のり太
- BGM制作：Doors Music Entertainment
- BGM監督：畠義人
- 音楽プロデュース：金杉はじめ
- 音楽製作・著作：Tyrell Lab.
- 背景：神威光司・秋山健太郎・森元茂・臼田真弓
- 効果音：フルテン･エクスプロージョン
- プログラム：なかまる・でとりと
- スクリプト：ほしまる・なかまる
- スクリプト補佐：嵩夜あや
- デザインワーク：大沢輩・嵩夜あや
- ムービー制作：神威光司
- 音声収録・キャスティング：松沼廣有（ホビボックス株式会社）
- セールスプランニング：小山秀一（ホビボックス株式会社）
- 販売営業：一宮広和（ホビボックス株式会社）
- 広報：まんぼ
- WEB広報：さじたひかる
- Special Thanks：銭取・ごきち・Niθ（にし〜）（ニトロプラス）
- エグゼクティブプロデューサー：倉崎克之（ホビボックス株式会社）・渡邊憲博
- プロデューサー：エノモト
- 制作協力：ホビボックス株式会社
- ディレクター：エノモト

### 主題歌
音楽：Doors Music Entertainment
- OP「ECHO」
  - 作詞・作曲：かなすぎはじめ / 作・編曲：小池雅也 / 歌：スイーツ探検隊
- 挿入歌・ED「ONE DAY」
  - 作詞・作曲：Yuria / 編曲：小池雅也 / 歌：榊原ゆい（挿入歌）・スイーツ探検隊（ED）

## 関連商品

### CD
- 「あえかなる世界の終わりに」オリジナルサウンドトラック Routine（2006年1月27日、HOBiRECORDS/HBMC-22）
- ドラマCD あえかなる世界の終わりに Vol.1、2（2006年）

### カードゲーム
Lycee
シルバーブリッツのトレーディングカードゲーム、Lyceeに参戦している。収録エキスパンションは、CARAMEL BOX1.0など。

## その他
- 初回版添付のヨダ書き下ろしキャラクターピンズであるが、｢リップル｣ ｢ひまわり｣ ｢千冬｣ ｢なぎ｣ ｢ゆずこ｣の5種類が存在し、うち2点が封入されていた。2点の組み合わせは以下の通り。なお、｢リップル｣以外の4種は後に通販等で販売された。
  - 初回版のパッケージ内に封入… ｢リップル｣+｢千冬｣ ｢なぎ｣ ｢ゆずこ｣ のいずれか1つ
  - キャラメルBOXオンラインショップ通販特典… ｢ひまわり｣+｢千冬｣ ｢なぎ｣ ｢ゆずこ｣ のいずれか1つ
- 作中に登場する言葉 ｢We are such stuff as dreams are made on, and our little life is rounded with a sleep.

(僕たちは、夢と同じもので織り上げられている)｣はシェイクスピアの劇『テンペスト』よりの引用である。
- リップルルートをクリアすると、トップメニューにて全編立ち絵グラフィックがヨダ絵 (通称 ｢お饅頭モード｣)になるバージョン『かなり終わり』への切り換えが可能になるがセーブデータは通常モードとの互換性が無い。

また同題のヨダによるパロディ漫画が公式HPに掲載されている。
- ｢キャラメルBOX やるきばこ2 エピソードV:やるきねこの逆襲｣に追加シナリオ｢Coffin｣が収録されている。

本編から一年後、セドナに対する爆弾･生物兵器テロを企てるテロリストとなつめ達との対決を、それぞれリップル･ひまわりをヒロインにした2バージョンで描いている。